# Сарамачка
Сарама́чка (рос. Сарамачка) — річка в Росії, ліва притока річки Луб'янка. Протікає територією Кізнерського району Удмуртії.
Річка починається на північній околиці села Руський Сарамак. Протікає на південний захід, біля села Удмуртський Сарамак робить два різких повороти на північний захід, потім на південний захід. Впадає до річки Луб'янка на території Татарстану, де протікає останні 500 метрів.
Довжина річки — 16 км. Висота витоку — 159 м, висота гирла — 52 м, похил річки — 6,7 м/км.
На річці розташовані наступні населені пункти — Удмуртський Сарамак, Марійський Сарамак.
В колишньому селі Руський Сарамак збудовано автомобільний міст.
За даними Федерального агентства водних ресурсів річка має такі дані:
- Код річки в державному водному реєстрі — 10010300612111100040530
- Код по гідрологічній вивченості — 111104053
- Код басейну — 10.01.03.006